# Liste der Biografien/Camo
Liste der Biografien |
Portal Biografien |
Personensuche
# |
A |
B |
C |
D |
E |
F |
G |
H |
I |
J |
K |
L |
M |
N |
O |
P |
Q |
R |
S |
T |
U |
V |
W |
X |
Y |
Z |
?
 
Ca |
Cb |
Cc |
Ce |
Ch |
Ci |
Cj |
Ck |
Cl |
Cm |
Cn |
Co |
Cr |
Cs |
Ct |
Cu |
Cv |
Cw |
Cy |
Cz
 
Caa–Cag |
Cah |
Cai |
Caj |
Cak |
Cal |
Cam |
Can |
Cao–Cap |
Caq |
Car |
Cas |
Cat–Caz
 
Cama |
Camb |
Camc |
Camd |
Came |
Cami |
Camk |
Caml |
Camm |
Camn |
Camo |
Camp |
Camr |
Cams |
Camt |
Camu
Die Liste der Biografien führt alle Personen auf, die in der deutschsprachigen Wikipedia einen Artikel haben. Dieses ist eine Teilliste mit 24 Einträgen von Personen, deren Namen mit den Buchstaben „Camo“ beginnt.

## Camo

### Camoe
- Camões, João (* 1983), portugiesischer Jazz- und Improvisationsmusiker
- Camões, Jorge Trindade Neves de (* 1969), osttimoresischer Diplomat
- Camões, Luís de, portugiesischer Nationaldichter

### Camog
- Camoglio, Maria Teresa (* 1961), italienische Filmregisseurin
- Çamoğlu, Burak (* 1996), deutsch-türkischer Fußballspieler

### Camoi
- Camoin, Charles (1879–1965), französischer Maler

### Camol
- Camolese, Giancarlo (* 1961), italienischer Fußballspieler und -trainer
- Camoletti, Marc (1857–1940), Schweizer Architekt
- Camoletti, Marc (1923–2003), französischer Bühnenautor und Theaterregisseur für das Boulevardtheater

### Camon
- Camon, Alessandro (* 1963), italienischer Filmproduzent und Drehbuchautor
- Camondo, Abraham Salomon (1781–1873), osmanisch-italienischer Finanzier und Philanthrop
- Camondo, Béatrice de (1894–1945), französische Gesellschaftsdame und Holocaustopfer
- Camondo, Isaac de (1851–1911), Unternehmer, Musiker, Kunstsammler und Mäzen
- Camondo, Moïse de (1860–1935), französischer Bankier und Kunstsammler
- Camondo, Nissim de (1892–1917), französischer Offizier, Bankier und Luftwaffenpilot
- Camonin, Pierre (1903–2003), französischer Organist, Komponist und Improvisator
- Camonius Gratus, Gaius, antiker römischer Ringmacher

### Camor
- Camoranesi, Mauro (* 1976), argentinisch-italienischer Fußballspieler und -trainerMauro Camoranesi (* 1976)

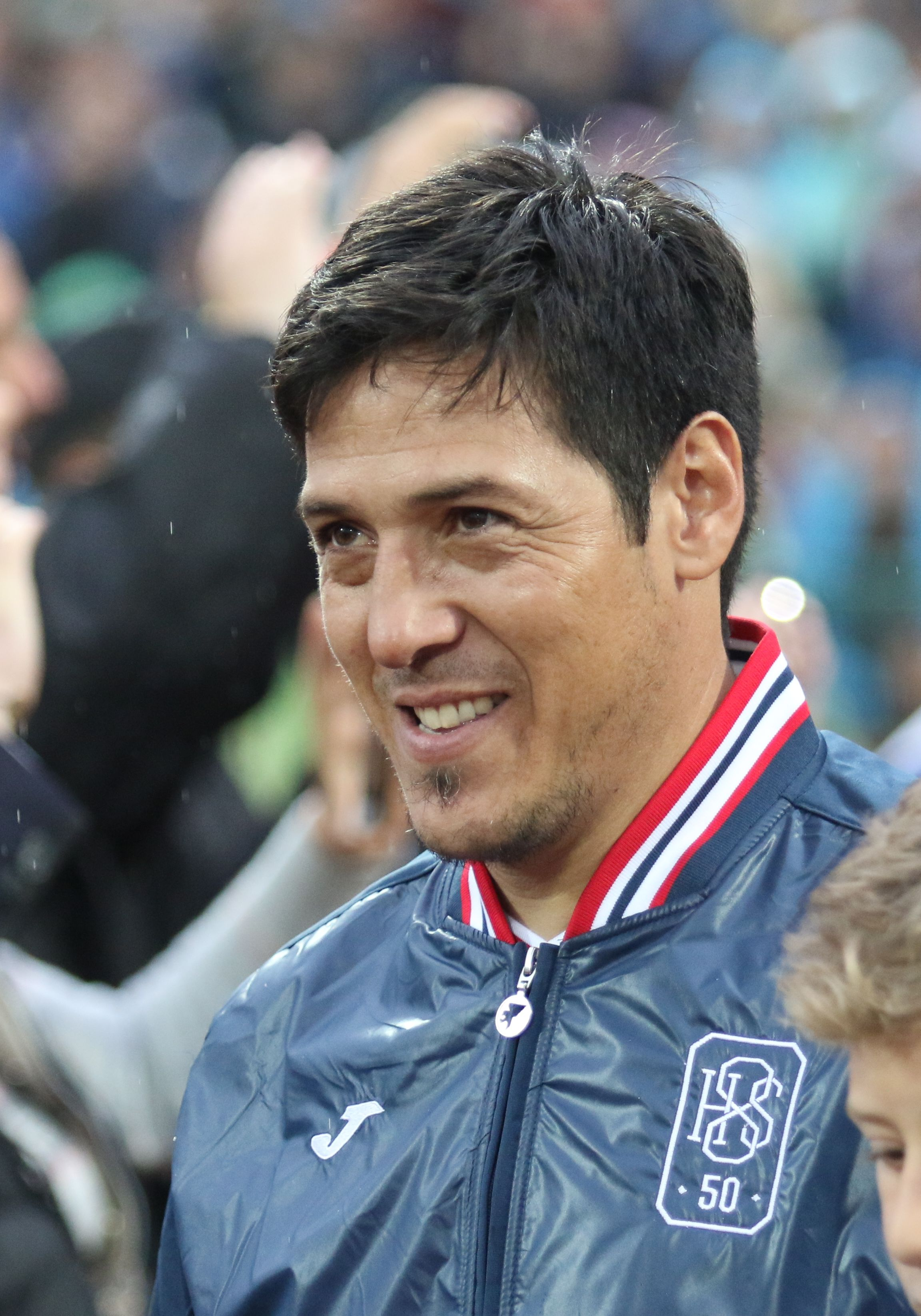
Mauro Camoranesi (* 1976)

- Camorani, Mario (1912–1996), italienischer Schachkomponist

### Camos
- Camossi, Giovanni Antonio, Politiker
- Camossi, Paolo (* 1974), italienischer Leichtathlet

### Camoz
- Camozzato, Marcos (* 1983), brasilianischer Fußballspieler
- Camozzi, Ivano (* 1962), italienischer Skirennläufer
- Camozzo, Ugo (1892–1977), italienischer Geistlicher